# Clarinet en La
El Clarinet en La és un instrument vent-fusta. de registre soprano el qual està afinat en La (A). Particularment, és lleugerament més gran que el clarinet en Si bemoll (66,67cm) i el clarinet en la (69,85cm) i s'empra el mateix broquet i canyes que el Clarinet Si bemoll. El Clarinet en La té un color més obscur, més càlid, més malenconiós i redó respecte al clarinet si bemoll.

## Història
Els grans compositors clàssics començaren a introduir-lo als inicis del S.XVIII. Aquest tipus de clarinet es va utilitzar més aquesta època pel seu so particular i fosc, per això trobem gran quantitat d'obres clàssiques i romàntiques per a clarinet en la. Rameau fou el compositor pioner en introduir en l'orquestra la parella de clarinets (sib-la) en l'obra “Acante i Céphise” (1751).
Però al Classicisme és on el clarinet agafa vertader protagonisme com a veu principal dins l'orquestra al mateix nivell que la resta dels instruments de vent. Els compositors i germans de l'escola de Mannheim, Carl Stamitz i Johann Stamitz, varen contribuir notablement en la implantació dels clarinets en l'orquestra.
Degut açò, fou Mozart el que va escriure la següent cita al seu pare el 1778: “No pot imaginar la bellesa del so del clarinet, Ah, si els tinguerem en les nostres orquestres!...”. Precisament, Mozart va supondre una revolució en l'evolució del clarinet i especialment en el Clarinet en La tant com a solista, orquesta o música de cambra. Es destaquen 2 de les obres més importants que va compondre al llarg de la seua vida per a Clarinet di basseto que actualment es toquen en Clarinet en La, el Quintet K581 i el Concert per a clarinet (Mozart) i orquestra K622. Avuí en dia són dos obres clau per a tots els estudiants de clarinet i de imprescindible audició.
També el Clarinet en La va tindre la seua posició al Romanticisme, Post-Romanticisme, Nacionalismes, alternant amb el clarinet en si bemoll tant en l'orquestra com en obres per a música de cambra (Johannes Brahms, Mendelssohn, Schumann, Kodály, Prokofieff, Puccini, Tchaikovsky, Stravinski,etc). Els grans compositors al llarg de la història empraven els dos clarinets sopranos tant el clarinet si bemoll com el Clarinet en La per a les seues composicions, en ells buscaven moltes vegades, una alternativa per la seva diferencia tímbrica o contrasts entre els diferents passatges.
Actualment i en música clàssica contemporània, música de jazz o al món de la banda simfònica ja no s'empra el Clarinet en la.

## Repertori
Part de l'ampli repertori que comprèn el Clarinet en La:
- Brahms: -Cambra: Clarinet Quintet, op. 115; Clarinet Trio, Op.114.

- Passatges orquestrals: Simfonia nª1, sinfonía nº3, Sinfonia nº4.
- Borodin: - Passatges orquestrals. Danzes Polvotsianes del Príncip Igor.
- Dvorak: -Cambra: Serenata per a vents op.44.
- Kodàly: -Passatges Orquestrals: Danzes de Galanta.
- Kovacks: - Per a Clarinet sòl, Homenatges a grans compositors: Homenatge a Johann Sebastian Bach, Claude Debussy i Manuel de Falla y Matheu.
- Mendelshonn: -Passatges Orquestrals: Overtura de les Hèbrides op.26.
- Mozart: -Cambra: Gran Partita K361, Quintet K581.
- Concert solista: Concert per a clarinet (Mozart) i Orquestra K622.

Ambdues obres eren originals per a Clarinet di basseto però actualment s'interpreten en Clarinet en La.
- Puccini: -Passatges Orquestrals: Tosca.
- Respighi: -Passatges Orquestrals: Pins de Roma.
- Rimsky-Korsakov: -Passatges Orquestrals: Scheherazade.
- Rossini: -Passatges Orquestrals: Semiramis.
- Schubert: -Passatges Orquestrals: Simfonia nº7.
- Schumann: -Clarinet i piano: 3 Fantasies, 3 Romances.
- Shostakovitch: -Passatges Orquestrals: Simfonies nº 1,9 i 10.
- Spohr: -Concert Clarinet i Orquestra nº4.
- Strauss: -Passatges Orquestrals: El cavaller de la rosa, op.59 ; Salome.
- Stravinsky :3 piezas para clarinete sòl.
- Tchaikovsky: -Passatge Orquestral: Simfonia nº6 "Patètica"; Sinfonia nº5; "El Trencanous, Op. 71", El llac dels cignes.
- Verdi: -Passatges Orquestrals: Rigoletto.
- Wagner: -Passatges Orquestrals: Els Mestres Cantaires de Nürnberg.
- Weber: -Passatges Orquestrals: Oberon.